# Karl Lubich
Karl Lubich (25. listopadu 1832 Sklené – 4. ledna 1897 Sklené) byl rakouský politik německé národnosti z Moravy, na konci 19. století poslanec Říšské rady.

## Biografie
Profesí byl majitelem dědičné rychty v Skleném. Zasedal v obecním zastupitelstvu, kam byl zvolen mj. v roce 1888. Roku 1890 usedl i do výboru hasičského sboru. Jistý Carl Lubich postavil v Skleném továrnu na bramborovou moučku.
Byl i poslancem Říšské rady (celostátního parlamentu Předlitavska), kam usedl ve volbách roku 1891 za kurii venkovských obcí na Moravě, obvod Olomouc, Šternberk atd. Poslancem byl do své smrti roku 1897. Ve volebním období 1891–1897 se uvádí jako Karl Lubich, majitel dědičné rychty, bytem Sklené (Glasdörfl). Ve volbách porazil českého protikandidáta. V parlamentu nepatřil mezi výrazné politiky.
Po volbách roku 1891 je na Říšské radě uváděn coby člen klubu Sjednocené německé levice, do kterého se spojilo několik ústavověrných (liberálně a centralisticky orientovaných) proudů.
Zemřel v lednu 1897 ve věku 64 let.